# 7062 Meslier
7062 Meslier (1991 PY5) là một tiểu hành tinh vành đai chính được phát hiện ngày 6 tháng 8 năm 1991 bởi E. W. Elst ở La Silla.